# Източник (село)
Вижте пояснителната страница за други значения на Източник.
Ѝзточник е село в Северна България, община Габрово, област Габрово.

## География
Село Източник се намира на около 6 km източно от центъра на град Габрово. Разположено е в югозападната част на Габровските възвишения, по източния долинен склон на извиращо под селото и течащо на север разклонение на местна река – ляв приток на река Андъка (наричана от местното население и Божанка). Климатът е умерено – континентален, отличаващ се със студена зима и сравнително топло лято. Надморската височина по западната граница на селото е около 600 m и нараства на изток. Село Източник има пътни връзки с Габрово както на запад през село Борики, така и на юг през селата Ясените и Жълтеш.

## История
През 1951 г. дотогавашното населено място колиби Попразите е преименувано на Източник, а през 1995 г. колиби Източник придобива статута на село.

## Население
Населението на село Източник наброява 117 души при преброяването към 1934 г., намалява до 6 души към 1992 г. и към 2019 г. наброява (по текущата демографска статистика за населението) 18 души.

Преброяване на населението през 2011 г.
Численост и дял на етническите групи според преброяването на населението през 2011 г.:
|                     | Численост | Дял (в %) |
| Общо                | 21        | 100,00    |
| Българи             | 21        | 100,0     |
| Турци               | 0         | 0,00      |
| Цигани              | 0         | 0,00      |
| Други               | 0         | 0,00      |
| Не се самоопределят | 0         | 0,00      |
| Неотговорили        | 0         | 0,00      |